# Ton Steine Scherben
Ton Steine Scherben was een invloedrijke rockband uit uit Duitsland. De band werd opgericht in 1970 en maakte vooral sociaalkritische liederen. De band werd in de jaren 1970 en 1980 onder leiding van frontman Rio Reiser een alternatieve spreekbuis voor de linksradicale beweging en in het bijzonder de kraakbeweging in West-Duitsland en West-Berlijn.

## Bezetting

### Oprichters (allen 20 jaar)
- R.P.S. Lanrue (Ralph Peter Steitz) (gitaar)
- Rio Reiser (Ralph Möbius) (zang, gitaar)
- Kai Sichterman (basgitaar)
- Wolfgang Seidel (drums)

### Voormalige bezetting
- Nikel Pallat (1970–1978, zang, management)
- Jörg Schlotterer (1971–1978, fluit, organisatie)
- Sven Jordan (1971, drums)
- Olaf Lietzau (1972, drums)
- Angie Olbrich (1972–1976, 1977–1982, percussie, koor)
- Captain Hynding (1972, drums, gitaar)
- Helmut Stöger (1973, drums)
- Werner 'Gino' Götz (1974–1975, basgitaar)
- Britta Neander (1974–1982; † 2004, drums, percussie)
- Martin Paul (1981–1985, keyboard)
- Elser Maxwell (1980–1982, management)
- Marius del Mestre (1981–1982, gitaar, koor)
- Misha Schoeneberg (1981–1985, management, podium- en lichtdesign)
- Claudia Roth (1982–1985, management)
- Dirk Schlömer (1983–1985, gitaar)
- AnayanA (2014, zang, percussie, koor)

### Actuele bezetting
- R.P.S. Lanrue (gitaar)
- Kai Sichtermann (tot 1973, sinds 1975, basgitaar)
- Funky K. Götzner (sinds 1974, percussie, drums)
- Nicolo Rovera (sinds 2012, gitaar, zang)
- Ella Josephine Ebsen (sinds 2012, gitaar, zang)
- Maxime S.P. (sinds 2012, percussie, drums)
- Lukas McNally (sinds 2014, piano, zang)
- Simon Barchewitz (saxofoon)
- Elfie-Esther Steitz (1979–1982; sinds 2014, zang, koor)

## Biografie
In januari 1966 werd Rio Reiser door R.P.S. Lanrue gevraagd om in zijn band Beat Kings, die hoofdzakelijk beatmuziek coverde, te komen zingen. Nog in hetzelfde jaar richtten Reiser en Lanrue samen de rockband Die Galaxis op, waarin ze ook nu en dan eigen stukken speelden. In 1967 volgde de verhuizing van Niederroden (Rodgau/Hessen) naar Berlijn. Bij het theaterproject Hoffmanns Comic Teater in Berlijn ontmoetten beiden Seidel en Sichtermann.

### Ton Steine Scherben
De eerste twee songs Macht kaputt was euch kaputt macht en Wir streiken nam de band op in een kleine studio in Berlin-Kreuzberg als A- en B-kant. Het eerste optreden had de band bij het Love and Peace-festival in september 1970 op Fehmarn, waar ze optraden onder de naam Rote Steine. Omdat de organisator met de entreegelden het terrein verliet zonder de muzikanten te betalen, had Reiser het publiek opgeroepen, de organisator in de grond te stampen. Na het derde nummer Macht kaputt was euch kaputt macht, staken bezoekers het organisatiekantoor in brand. Na het vijfde nummer brandde het podium af. Volgens Reiser was de brandstichting deels aan de band te wijten. Door dit incident groeide de bekendheidsgraad van de band enorm.
In 1971 richtten ze een van de eerste Duitse Independent-labels op, de David Volksmund Produktion. Aan de ene kant wilden ze met hun publicaties onafhankelijk zijn van de gevestigde platenindustrie, aan de andere kant was het door hun radicaal imago onmogelijk om een contract bij een groot label te krijgen. Het gevolg daarvan was een zeer bescheiden opbrengst uit de plaatverkopen, zodat de band permanente financiële problemen had.
Het eerste album Warum geht es mir so dreckig? verscheen in september 1971. Naast Macht kaputt, was euch kaputt macht bevinden zich daarop ook de later populaire nummers Ich will nicht werden, was mein Alter ist en Der Kampf geht weiter.
In december 1971 kraakten band en publiek na een optreden aan de Technische Universiteit in Berlijn een ongebruikt compartiment van het Kreuzberger Bethanien-ziekenhuis en noemden dit het Georg von Rauch-huis, naar de militante anarchist Georg von Rauch, die kort daarvoor door de politie was doodgeschoten. Het huis werd pas in april 1972 door de politie geruimd. Ter aanleiding van dit gebeuren schreef Reiser de Rauch-Haus-Song.
Toen in enkele steden in Duitsland wegens vervoersprijsverhogingen in het kader van de Aktion Roter Punkt publieke vervoermiddelen gedeeltelijk werden geboycoteerd en protestacties tegen deze verhoogde kosten plaatsvonden, publiceerde de band op een single de nummers Mensch Meier en Nulltarif, waarin ze opriepen om zwart te reizen.
In 1972 verliet Wolfgang Seidel de band. Hij concentreerde zich op de elektronische muziek en werkte onder andere samen met Conrad Schnitzler en Klaus Freudigmann, maar sprong nu en dan op verzoek van de band bij als drummer en toetsenist, zowel live als in de studio. In de daarop volgende jaren vonden talrijke ledenmutaties plaats. De kern van de band bleven Reiser, Lanrue en Sichtermann.

### Ontbinding en heroprichting
Na een tournee, waarvan later drie live-opnamen en een dvd verschenen, werd Ton Steine Scherben in 1985 ontbonden wegens torenhoge schulden.
Als soloartiest publiceerde frontman Rio Reiser zes albums, waarvan de songs Junimond en König von Deutschland in de Duitstalige regio bekend en commercieel succesvol waren. Bovendien werkte hij met Marianne Rosenberg en Wolfgang Michels. Reiser overleed in 1996 op 46-jarige leeftijd.
Lanrue deelde mee aan de opnamen van alle albums van Reiser (behalve Durch die Wand en Über alles) en speelde tot 1988 in diens liveband. Hij verhuisde twee jaar na Reisers overlijden naar Portugal. Tegenwoordig woont hij weer in Berlijn. Sichtermann nam in 1998 met andere Scherben-leden de cd Die Nachtfalter op en schreef met twee co-auteurs de bandbiografie Keine Macht für Niemand.
In april 2014, 29 jaar na de ontbinding van de oorspronkelijke band, ging Ton Steine Scherben onder leiding van Lanrue voor de eerste keer weer op tournee door Duitsland, Oostenrijk en Zwitserland. Naast de oprichtingsleden R.P.S. Lanrue, Kai Sichtermann en drummer Funky K . Götzner behoorden Lanrues zus Elfie-Esther Steitz (zang, koor), Maxime S.P. (drums, zoon van de in 2012 overleden Spliff-bassist Manfred Praeker), Lucas McNally (keyboard), Nicolo Rovera (zang, gitaar), Lanrues dochter Ella Josephine Ebsen (zang, gitaar) en AnayanA (zang, koor, percussie, dochter van de in 2004 overleden Britta Neander) bij de band. Als gastzangers traden Blumentopf, Frittenbude, Madsen, Max Prosa, Sebastian Krumbiegel en Gymmick op.
Sinds 2015 toeren Kai Sichtermann en Funky K. Götzner met Gymmick als trio Kai und Funky von Ton Steine Scherben mit Gymmick'. In 2017 verscheen de nieuwe dubbel-cd Radio für Millionen met bijna alle oude Scherben-leden.

## Discografie

### Singles
- 1970: Macht kaputt, was euch kaputt macht en Wir streiken
- 1971: Allein machen sie dich ein en Jetzt ist Feierabend (Frauen gemeinsam sind stark)
- 1971: Mensch Meier en Nulltarif
- 1979: Das is unser Land en Kommen Sie schnell, met Corny Littmann en Ernst Meibeck von "Brühwarm" als "Corny, Ernst & Scherben"
- 1981: Jenseits von Eden en Der Turm stürzt ein, verschenen bij Decca
- 1983: Laß uns'n Wunder sein en Hau ab, verschenen bij Teldec

### Albums
- 1971: Warum geht es mir so dreckig?
- 1972: Keine Macht für Niemand
- 1975: Wenn die Nacht am tiefsten …, dubbelalbum
- 1981: IV (Die Schwarze), dubbelalbum
- 1983: Scherben

### Live
- 1985: In Berlin 1984 (Live I)
- 1996: Live II
- 2002: Land in Sicht, DVD, verschenen bij eye tune productions
- 2006: Live III

### Andere publicaties
- 1973: Herr Freßsack und die Bremer Stadtmusikanten, hoorspel, samen met Hoffmanns Comic Teater [sic], verschenen in het Rotbuch-Verlag
- 1974: Martha, die letzte Wandertaube, hoorspel, samen met Dietmar Roberg, verschenen bij TAT
- 1976: Teufel hast du Wind, hoorspel, samen met Dietmar Roberg, verschenen in het Rotbuch-Verlag
- 1976: Paranoia, theatermuziek, samen met het Kollektiv Rote Rübe
- 1977: Mannstoll, samen met Brühwarm
- 1979: Liebe Tod Hysterie, theatermuziek, samen met het Kollektiv Rote Rübe, verschenen bij Stechapfel
- 1979: Entartet, samen met Brühwarm
- 1981: Auswahl I, Best-of-album, verschenen bij Teldec / Eastwest
- 2005: 18 Songs aus 15 Jahren, Best-of-album
- 2006: Das Gesamtwerk, Box-Set (13 CD's)
- 2015: Das Gesamtwerk – Die Studioalben, vinyl box-set (8 LP's)
- 2016: Blackbox box-set (16 CD's)
- 2017: Radio für Millionen (TON STEINE SCHERBEN met GYMMICK)

## Films
- Allein machen sie dich ein. Duitsland 1983. tv-film over de Heut Nacht oder nie-Tournee van de Scherben en Schroeder Roadshow, 285 minuten, regie: Christian Wagner
- Scherben in Friesland 2000, film-dagboek (45 Min.) van Egon Heinrich Bunne over de landelijke woning van de Scherben in Fresenhagen, aangevuld met ongewone archieftaferelen uit de jaren 1974 tot 1978 – P: NDR
- Der Traum ist aus – Die Erben der Scherben. 2001, bioscoopfilm, dokumentatie met muziek, 92 Min. regie: Christoph Schuch, uitleen: Salzgeber & Co Medien
- Rio Reiser – König von Deutschland. Duitsland 2005, Regie: Stefan Paul (muziekrevue/theaterbewerking van Heiner Kondschak (Landestheater Tübingen – LTT) volgens biografische data van Rio Reiser (vertolker: Sören Wunderlich) – met talrijke muzikale interpretaties (coverversies) van Ton Steine Scherben-titels).
- Für immer und Dich – Geschichten aus Winnetous Garagen I, bioscoopfilm, interviews en lezingen met Kai Sichtermann, Bernhard Käßner, Nikel Pallat, Jörg Schlotterer, Funky K. Götzner, Marius del Mestre, Angie Olbrich, Martin Paul en Hollow Skai, Duitsland 2006, 84 Min., regie: Elser Maxwell, Thomas Malz, productie: Ton Steine Scherben Family, uitleen: Edition Salzgeber
- Rio Reiser – Lass uns'n Wunder sein, dokumentaire film met thema Rio Reiser en Ton Steine Scherben, Duitsland 2008, 90 Min. regie: Stefan Paul, uitleen: Arsenal
- Alles Lüge – Auf der Suche nach Rio Reiser, Duitsland 2007, docudrama, regie: Barbara Teufel, met Marek Harloff, Jan Plewka, Wolfgang Packhäuser, Jana Pallaske e.a.